# Huggins (cràter marcià)
Huggins és un cràter d'impacte al quadrangle Eridania de Mart, localitzat en les coordenades 49,4° de latitud sud i 204,4° de longitud oest.Té uns 86 km de diàmetre. Va rebre el seu nom com un homenatge a l'astrònom britànic William Huggins. La designació va ser aprovada el 1973 per la Unió Astronòmica Internacional (WGPSN). Les fotografies de la missió Mars Reconnaissance Orbiter mostren una sèrie de diables de pols sobre les dunes de l'interior del cràter.

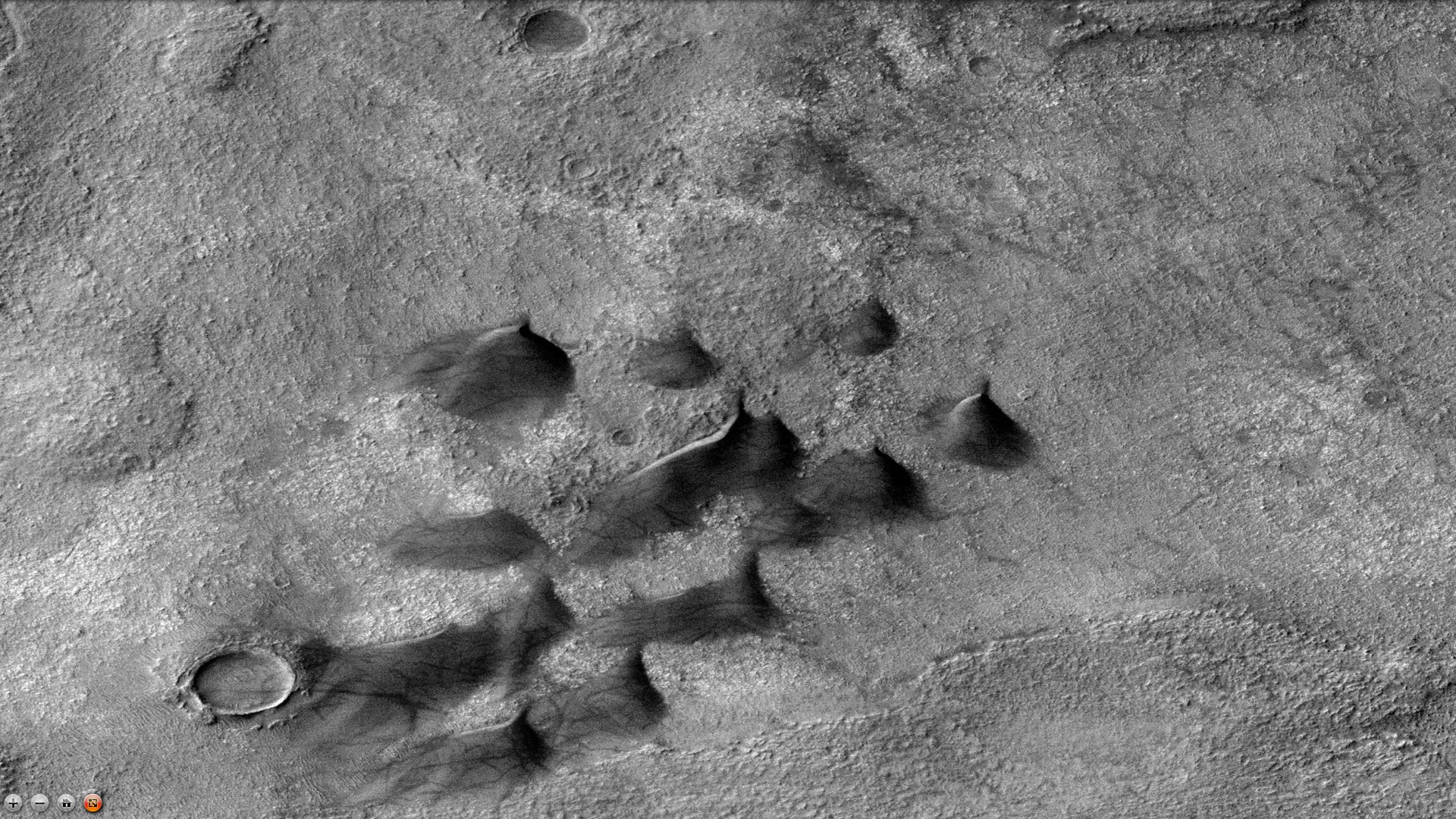
Dunes i diables de pols més fosques sobre el sòl del cràter Huggins, (Imatge CTX)